# Iris oratoria
Iris oratoria är en bönsyrseart som beskrevs av Carl von Linné 1758. Iris oratoria ingår i släktet Iris och familjen Tarachodidae. Inga underarter finns listade i Catalogue of Life.
Arten förekommer främst kring Medelhavet och på öar som ligger i havet. Den saknas mellan centrala Tunisien och norra Libanon. Utbredningsområdet fortsätter till östra Rumänien och över Turkiet fram till Iran. Introducerade populationer lever i sydvästra USA och nordvästra Mexiko. Alla revir tillsammans bildar en cirka 8 000 000 km² stor region. Iris oratoria hittas i torra gräsmarker och buskskogar.
Antagligen behöver arten ett speciellt mikrohabitat. Ofta är populationerna skilda från varandra. IUCN listar arten på grund av den stora utbredningen som livskraftig (LC).

## Bildgalleri

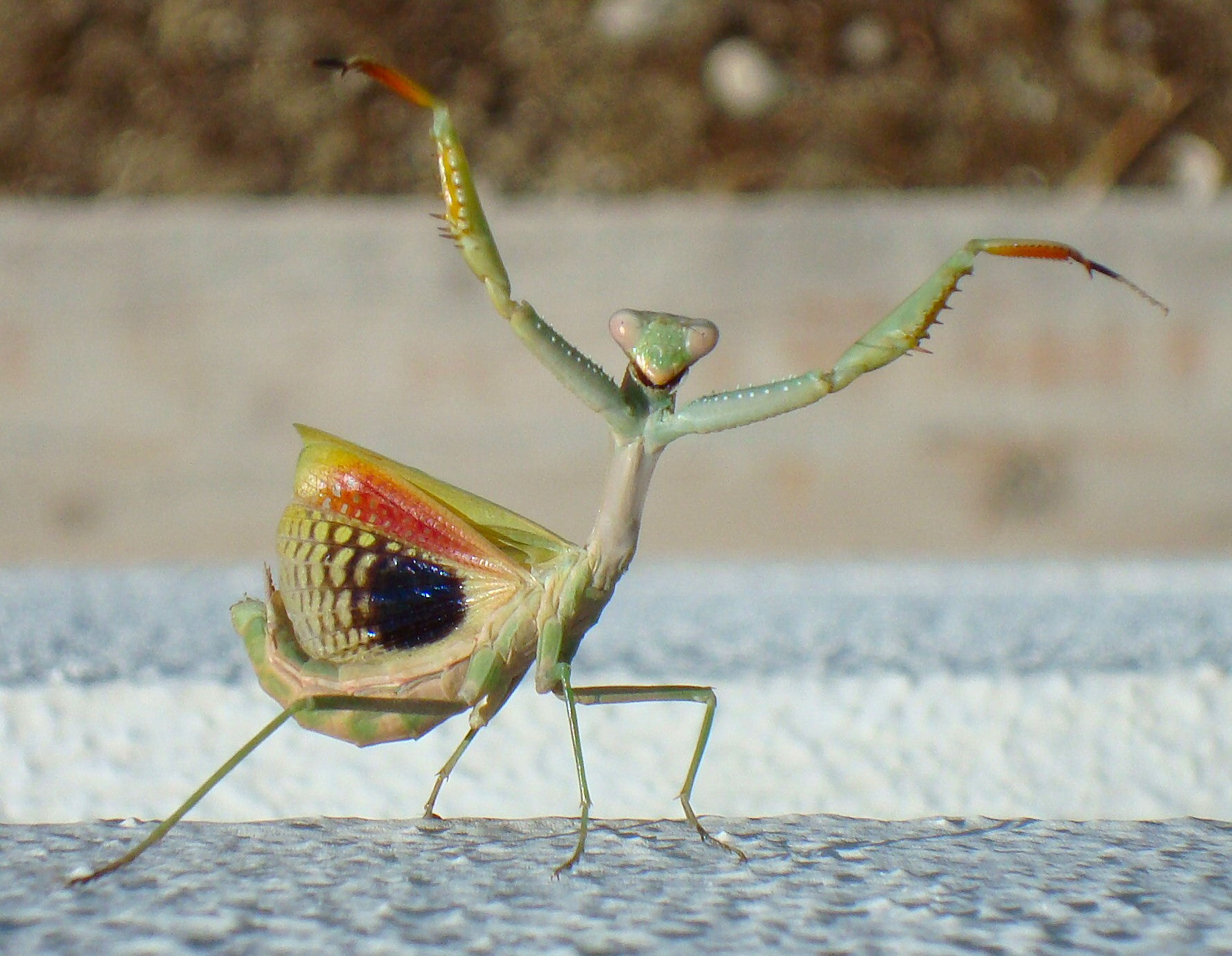
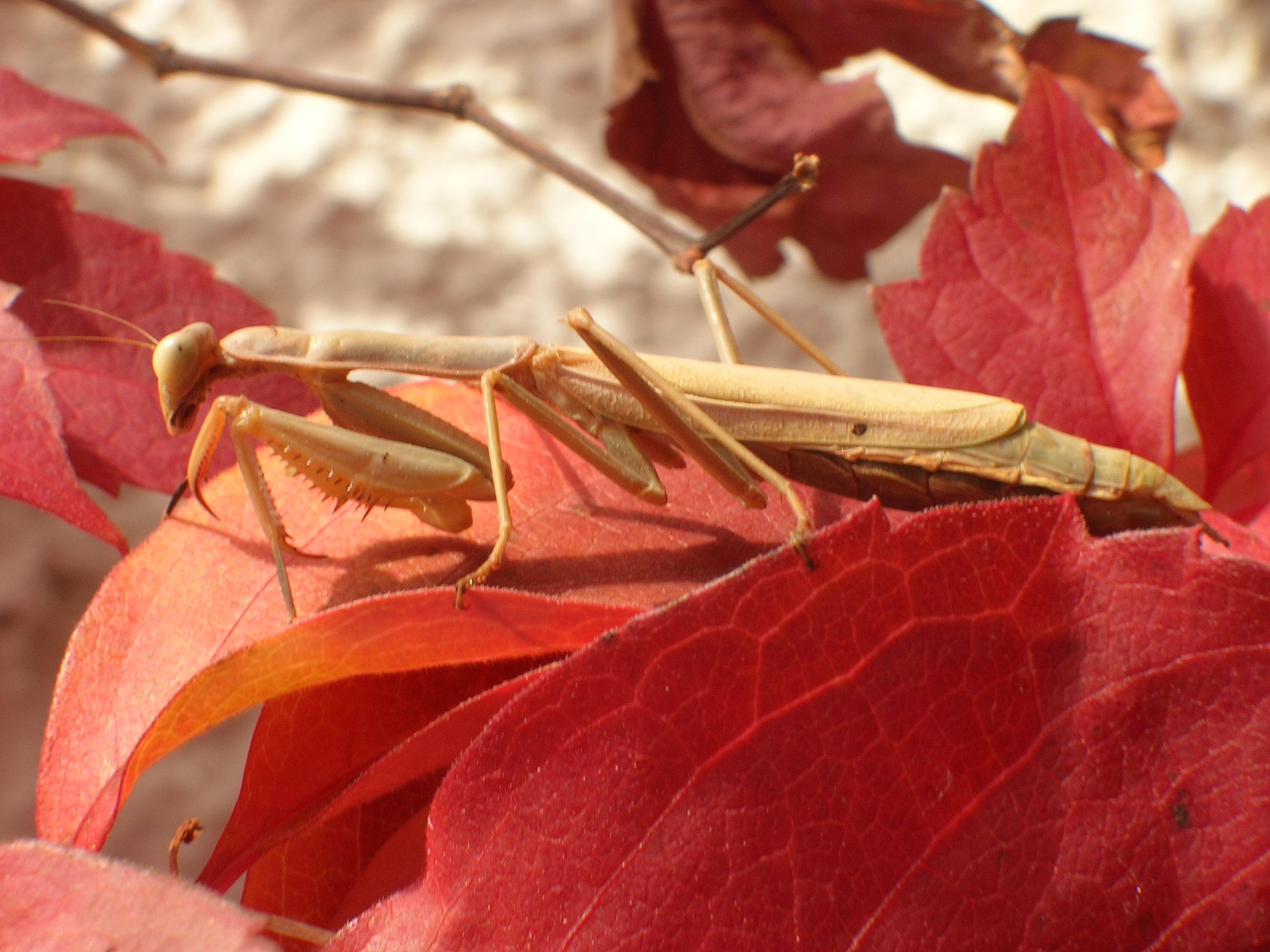
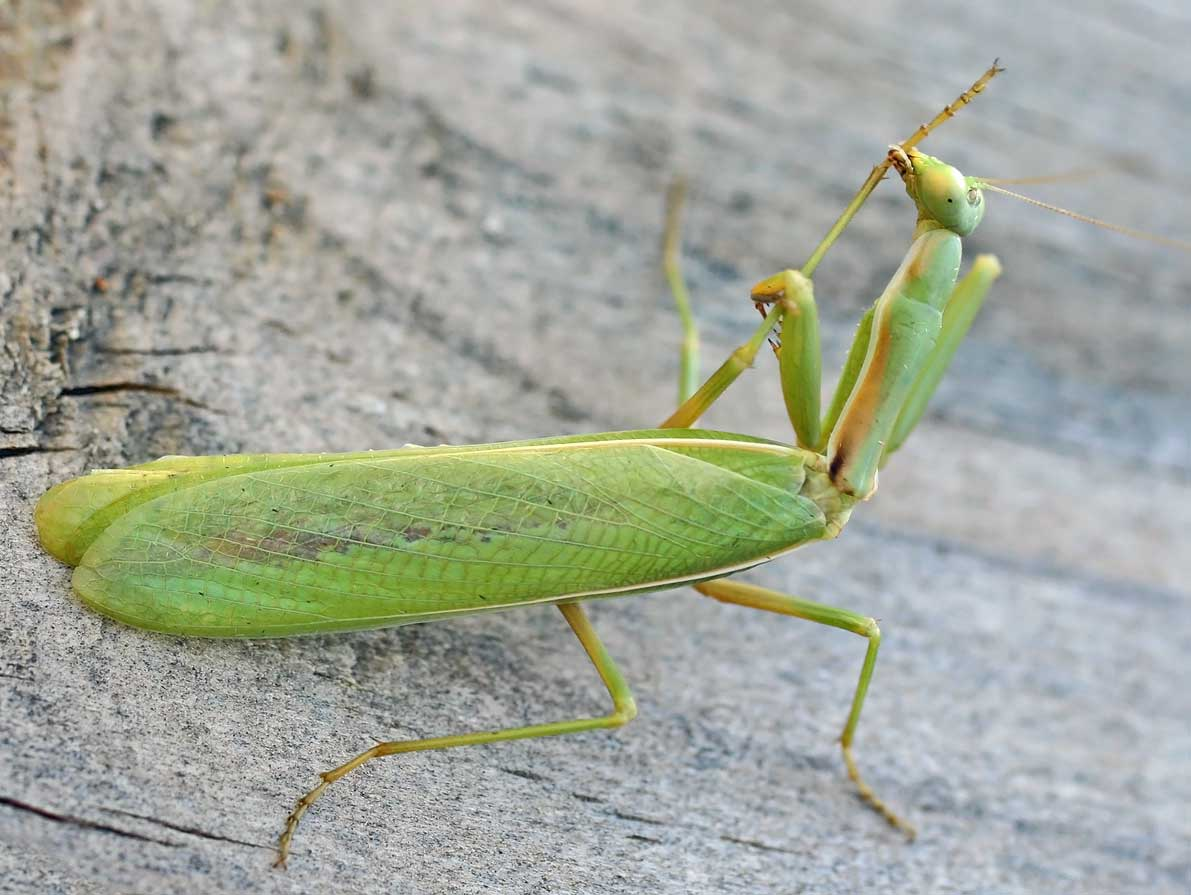
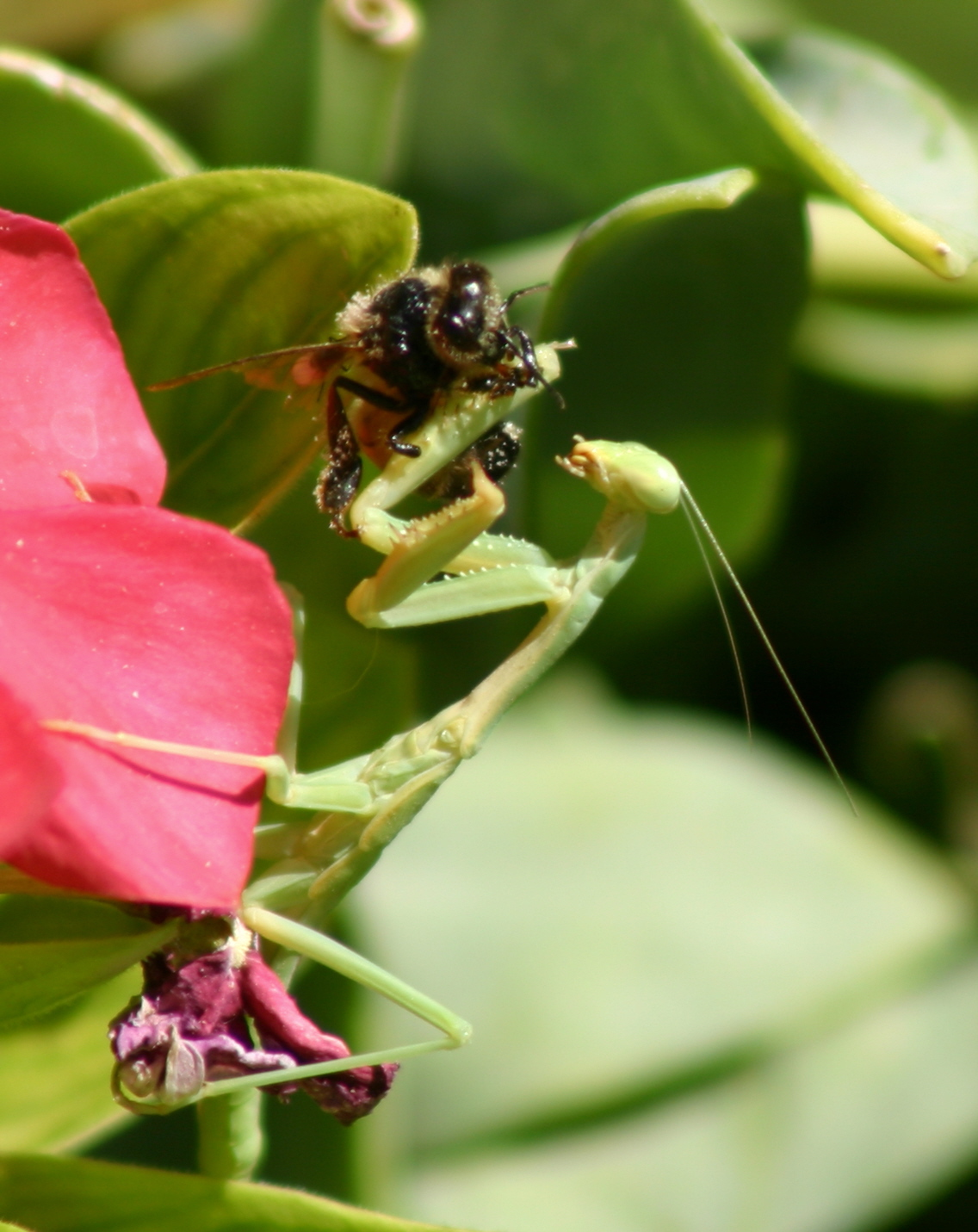
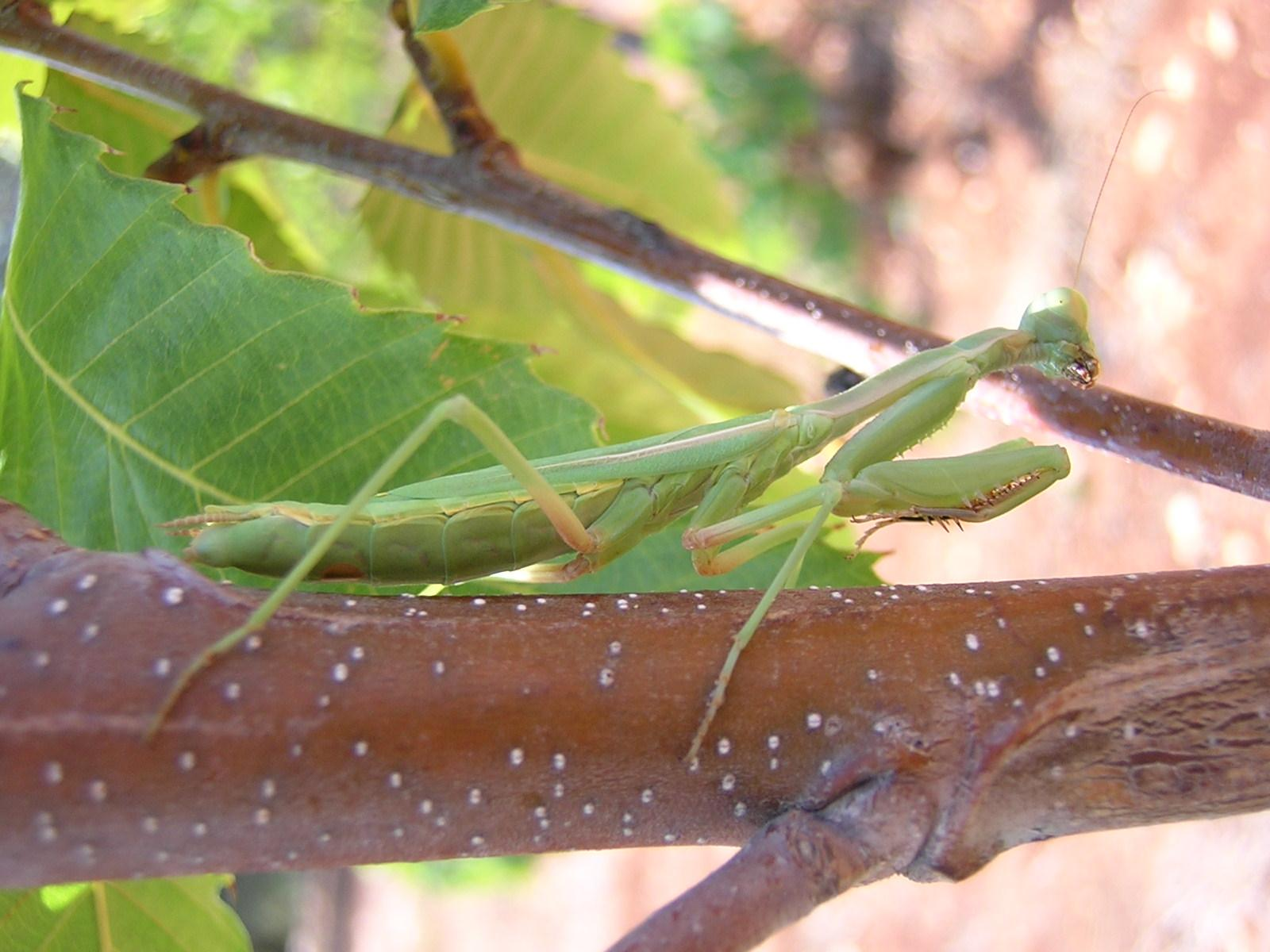
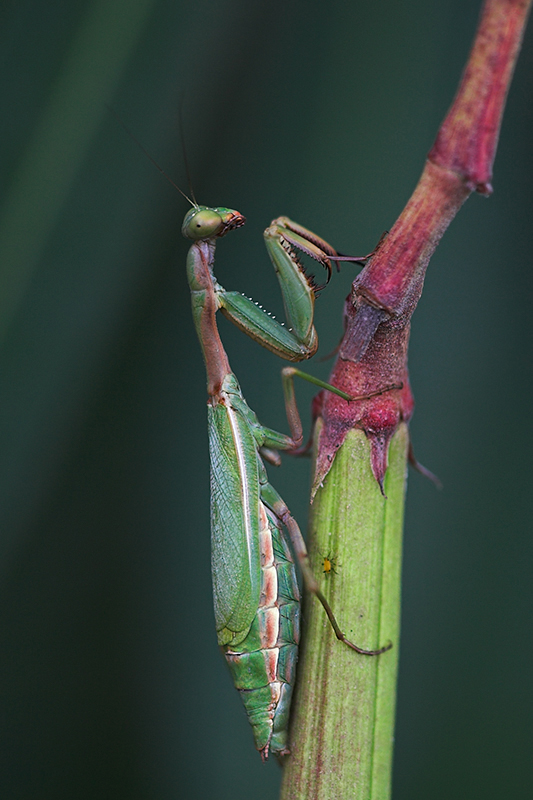